# Melissa Errico
Melissa Errico (Manhattan, 23 marzo 1970) è un'attrice e soprano statunitense, nota interprete di musical e commedie a Broadway.

## Biografia
Nata a New York, Melissa Errico ha studiato storia dell'arte e filosofia a Yale, dopo aver temporaneamente interrotto gli studi nel 1989 per interpretare Cosette nella prima tour statunitense del musical Les Misérables.
Debutta a Broadway nel 1992 con un musical tratto da Anna Karenina e l'anno successivo interpreta la protagonista Eliza Doolittle in My Fair Lady con Richard Chamberlain. Da allora ha ricoperto numerosi ruoli di rilievo in diverse produzioni di drammi e musical a Broadway e in tour statunitensi, tra cui Clara in Passion, Dot in Sunday in the park with George, Ginevra in Camelot, Nancy in Oliver! e Polly nell'Opera da tre soldi. Per le sue performance a teatro è stata candidata al Tony Award alla miglior attrice protagonista in un musical nel 2003 e a cinque Drama Desk Awards tra il 1994 ed il 2013.

### Vita privata
È sposata con l'ex-tennista Patrick McEnroe dal 1998 e la coppia ha avuto tre figlie.

## Teatro
- Les Misérables, libretto di Herbert Kretzmer, colonna sonora di Claude-Michel Schönberg, testi di Alain Boublil. Tour statunitense (1989)
- Anna Karenina, libretto di Peter Kellogg, colonna sonora di Daniel Levine, regia di Theodore Mann. Circle in the Square Theatre di Broadway (1992)
- My Fair Lady, libretto di Alan Jay Lerner, colonna sonora di Frederick Loewe, regia di Howard Davies. Tour statunitense, August Wilson Theatre di Broadway (1993)
- Call Me Madam, libretto di Russel Crouse e Howard Lindsay, colonna sonora di Irving Berlin, regia di Charles Repole. New York City Center di New York (1995)
- One Touch of Venus, libretto di Ogden Nash e S.J. Perelman, colonna sonora di Kurt Weill, regia di Leonard Foglie. New York City Center di New York (1996)
- L'importanza di chiamarsi Ernesto, di Oscar Wilde, regia di Tony Walton. Irish Repertory Theatre dell'Off-Broadway (1996)
- Il maggiore Barbara, di George Bernard Shaw, regia di Tony Walton. Irish Repertory Theatre dell'Off-Broadway (1997)
- High Society, libretto di Arthur Kopit, colonna sonora di Cole Porter, regia di Christopher Renshaw. St. James Theatre di Broadway (1998)
- Sunday in the Park with George, libretto di James Lapine, colonna sonora di Stephen Sondheim, regia di Eric Schaeffer. Kennedy Center di Washington (2002)
- Amour, libretto di Didier van Cauwelaert, colonna sonora di Michel Legrand, regia di James Lapine. Music Box Theatre di Broadway (2002)
- L'opera da tre soldi, libretto di Bertolt Brecht, colonna sonora di Kurt Weill, regia di Peter H. Hunt. Williamstown Theatre Festival di Williamstown (2003)
- My Fair Lady, libretto di Alan Jay Lerner, colonna sonora di Frederick Loewe, regia di Gordon Hunt. Hollywood Bowl di Los Angeles (2003)
- Finian's Rainbow, libretto di Fred Saidy e E.Y. Harburg, colonna sonora di Burton Lane, regia di Charlotte Moore. Irish Repertory Theatre dell'Off-Broadway (2004)
- Dracula, the Musical, libretto di Christopher Hampton, colonna sonora di Frank Wildhorn, testi di Don Black, regia di Des McAnuff. Belasco Theatre di Broadway (2004)
- Aunt Dan and Lemon, di Wallace Shawn, regia di Scott Elliott. Harold Clurman Theater dell'Off Broadway (2004)
- Camelot, libretto di Alan Jay Lerner, colonna sonora di Frederick Loewe, regia di Gordon Hunt. Hollywood Bowl di Los Angeles (2005)
- Alive in the World, libretto e colonna sonora di Paul Scott Goodman, regia di Kurt Deutsch. Zipper Theatre dell'Off-Broadway (2008)
- Irvin Berlin's White Christmas, libretto di Paul Blake e David Ives, colonna sonora di Irving Berlin, regia di Walter Bobbie. Marquis Theatre di Broadway (2009)
- Candida, di George Bernard Shaw, regia di Tony Walton. Irish Repertory Theatre dell'Off-Broadway (2010)
- Camelot, libretto di Alan Jay Lerner, colonna sonora di Frederick Loewe, regia di Charlotte Moore. Shubert Theatre di New York (2011)
- Oliver!, libretto e colonna sonora di Lionel Bart, regia di Charlotte Moore. Irish Repertory Theatre dell'Off-Broadway (2012)
- Passion, libretto di James Lapine, colonna sonora di Stephen Sondheim, regia di John Doyle. Classic Stage Company dell'Off-Broadway (2013)
- More Between Heaven & Earth, testo e regia di Erica Gould. Salon Sanctuary di New York (2013)
- Bull Dunrham, libretto di Ron Shelton, colonna sonora di Susan Werner, regia di Kip Fagan. Alliance Stage di Atlanta (2014)
- Do I Hear a Waltz?, libretto di Arthur Laurents, colonna sonora di Richard Rodgers, testi di Stephen Sondheim, regia di Evan Cabnet.  New York City Center di New York (2016)
- Finian's Rainbow, libretto di Fred Saidy e E.Y. Harburg, colonna sonora di Burton Lane, regia di Charlotte Moore. Irish Repertory Theatre dell'Off-Broadway (2017)
- Kiss Me, Kate, libretto di Bella e Samuel Spewack, colonna sonora di Cole Porter, regia di Will Pomerantz. Bay Street Theater di Sag Harbor (2017)
- On a Clear Day You Can See Forever, libretto di Alan Jay Lerner, colonna sonora di Burton Lane, regia di Charlotte Moore. Irish Repertory Theatre dell'Off-Broadway (2018)

## Filmografia parziale

### Cinema
- Frequency - Il futuro è in ascolto (Frequency), regia di Gregory Hoblit (2000)
- Una vita quasi perfetta (Life or Something Like It), regia di Stephen Herek (2002)
- Loverboy, regia di Kevin Bacon (2005)
- Max Rose, regia di Daniel Noah (2013)
- On the Rocks, regia di Sofia Coppola (2020)

### Televisione
- Cosby indaga (The Cosby Mysteries) - serie TV, 1 episodio (1995)
- Central Park West - serie TV, 21 episodi (1995-1996)
- Ed - serie TV, 1 episodio (2001)
- Law & Order - I due volti della giustizia (Law & Order) - serie TV, 1 episodio (2003)
- Miss Match - serie TV, 2 episodi (2003)
- Six Degrees - Sei gradi di separazione (Six Degrees) - serie TV, 1 episodio (2006)
- A Gifted Man - serie TV, 1 episodio (2011)
- Blue Bloods - serie TV, 1 episodio (2013)
- The Good Wife - serie TV, 1 episodio (2013)
- The Knick - serie TV, 3 episodi (2014)
- Billions - serie TV, 2 episodi (2016)

## Doppiatrici italiane
Nelle versioni in italiano delle opere in cui ha recitato, Melissa Errico è stata doppiata da:
- Claudia Catani in Frequency - Il futuro in ascolto
- Roberta Greganti in Una vita quasi perfetta
- Laura Lenghi in Loverboy
- Daniela Calò in The Knick
- Irene Di Valmo in Billions